# Großsteingräber bei Preseke
Die Großsteingräber bei Preseke waren zwei megalithische Grabanlagen der jungsteinzeitlichen Trichterbecherkultur bei Preseke, einem abgegangenen Ort auf dem heutigen Gemeindegebiet von Garz/Rügen im Landkreis Vorpommern-Rügen (Mecklenburg-Vorpommern). Sie wurden vermutlich im 19. Jahrhundert zerstört.

## Forschungsgeschichte
Die Existenz der Gräber wurde in den 1820er Jahren durch Friedrich von Hagenow erfasst und ihre Lage auf der 1829 erschienenen Special Charte der Insel Rügen vermerkt. Von Hagenows handschriftliche Notizen, die den Gesamtbestand der Großsteingräber auf Rügen und in Neuvorpommern erfassen sollten, wurden 1904 von Rudolf Baier veröffentlicht. Die Anlagen bei Preseke wurden dabei nur listenartig aufgenommen.

## Lage
Die Gräber befanden sich nach von Hagenows Karte nordwestlich des ehemaligen Orts Preseke am Weg von Altkamp nach Dumsevitz. Das nördliche der beiden Gräber lag direkt an der heutigen Gemeindegrenze von Garz und Putbus und wurde vom Weg geschnitten. Das zweite Grab lag weiter südsüdöstlich an der Ostseite des Wegs an der Kreuzung mit dem Weg von Preseke nach Rosengarten. Gut 100 m nordöstlich des nördlichen Grabs, ebenfalls am Weg nach Dumsevitz, lagen die vier zerstörten Großsteingräber bei Litzenhagen. Weiter südwestlich am Weg lagen die zerstörten Großsteingräber bei Dumsevitz.

## Beschreibung
Nach von Hagenows Liste handelte es sich bei beiden Anlagen um Großdolmen. Eines der Gräber soll eine ovale steinerne Umfassung und das andere ein trapezförmiges Hünenbett besessen haben. Die Kartensignaturen weisen allerdings beide Anlagen als Gräber mit Hünenbetten aus. Die nördliche Anlage war vermutlich nordwest-südöstlich orientiert, die südliche nordost-südwestlich. Zu den Maßen der Anlagen liegen keine Angaben vor.